# Grand Knights History
Grand Knights History (グランナイツヒストリー, Guran Naitsu Hisutorī) és un videojoc de rol desenvolupat per Vanillaware i publicat per Marvelous Entertainment per sistema portàtil de la PlayStation Portable.

## Sistema de joc
Grand Knights History és un tradicional joc de rol per a consola situat en un món de fantasia on els jugadors han de prendre el control de fins a un grup de quatre personatge de tres classes diferents--cavaller, arquer, o màgic--que ha de viatjar a través de diversos escenaris lluitant contra enemics i prenent part en la història.